# اشنایدر کروزناخ

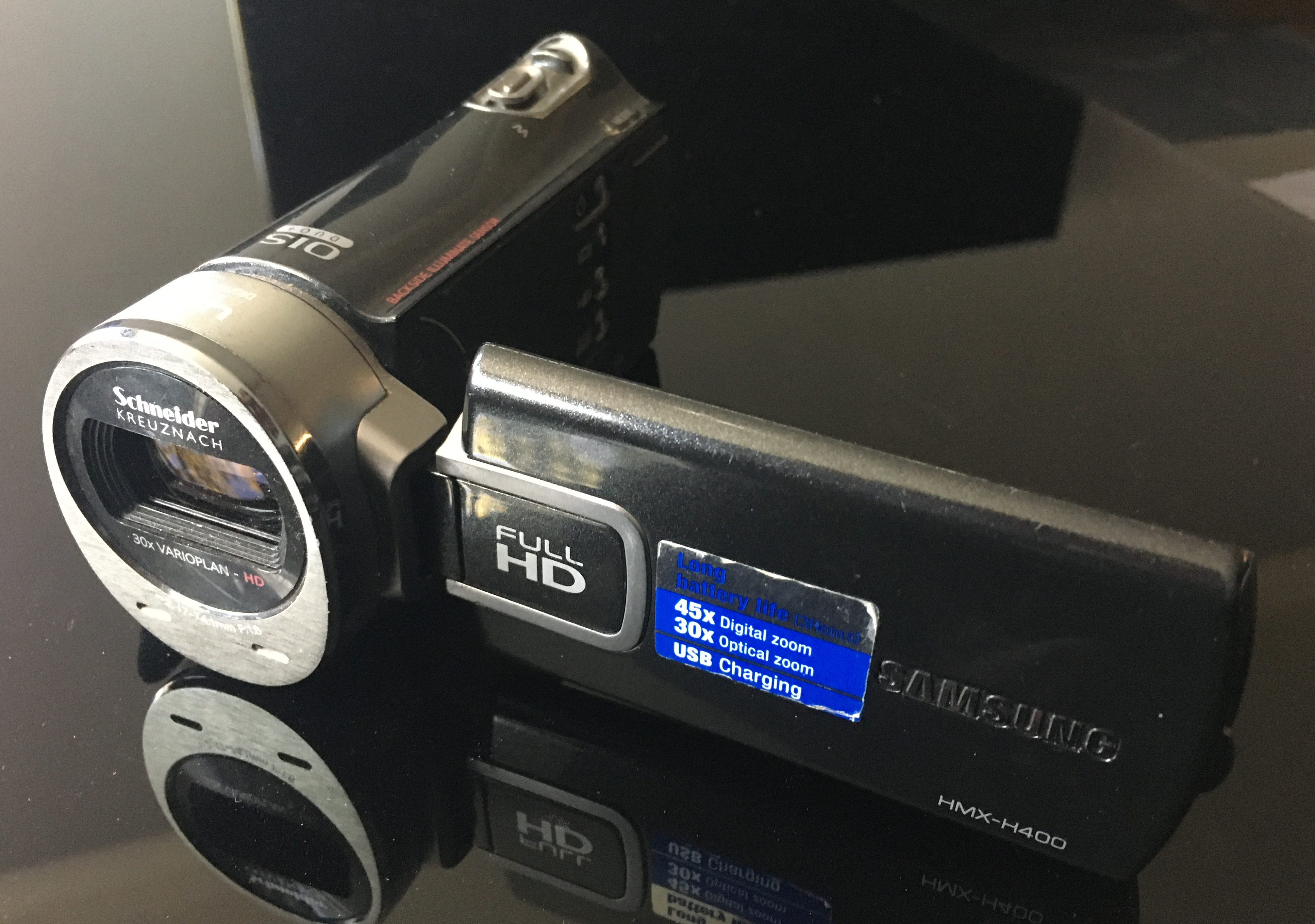
دوربین فیلمبرداری HD سامسونگ محصول۲۰۱۲ با لنز زوم اشنایدر کروزناخ (30x)

اشنایدر کروزناخ (انگلیسی: Schneider Kreuznach) شرکت الکترونیک آلمانی است، که در سال ۱۹۱۳ تأسیس شد.